# Dolichomitriopsis obtusifolia
Dolichomitriopsis obtusifolia là một loài Rêu trong họ Lembophyllaceae. Loài này được (Dixon) Nog. mô tả khoa học đầu tiên năm 1950.